# Euporus
Euporus is een kevergeslacht uit de familie van de boktorren (Cerambycidae). De wetenschappelijke naam van het geslacht werd voor het eerst geldig gepubliceerd in 1834 door Audinet-Serville.

## Soorten
Euporus omvat de volgende soorten:
- Euporus nasutus Quedenfeldt, 1882
- Euporus plagiatus (Dalman, 1817)
- Euporus kuntzeni Schmidt, 1922
- Euporus amethystinus Quedenfeldt, 1882
- Euporus conradtiellus Kolbe, 1893
- Euporus crucifer Schmidt, 1922
- Euporus cupreifrons (Aurivillius, 1914)
- Euporus ignicollis Pascoe, 1864
- Euporus partitus Gerstaecker, 1884
- Euporus tenellus (Bates, 1879)
- Euporus abyssinicus Müller, 1922
- Euporus amabilis Hope, 1843
- Euporus dubius Schmidt, 1922
- Euporus gracilis Hintz, 1919
- Euporus illaesicollis Quedenfeldt, 1883
- Euporus itimbirensis Duvivier, 1891
- Euporus katanganus Burgeon, 1931
- Euporus laevis Schmidt, 1922
- Euporus linearis Schmidt, 1922
- Euporus liobasis Bates, 1879
- Euporus pygmaeus Schmidt, 1922
- Euporus similis Jordan, 1894
- Euporus strangulatus Audinet-Serville, 1834
- Euporus torquatus (Dalman, 1817)